# 克尔台乡
克尔台乡，是中华人民共和国黑龙江省大庆市杜尔伯特蒙古族自治县下辖的一个乡镇级行政单位。

## 行政区划
克尔台乡下辖以下地区：
克尔台村、前伍代村、官尔屯村、扎郎格村、西新村、乌诺村、波布代村、烟屯村和太平庄村。